# La Mari 2
La Mari 2 es una película de dos capítulos realizada por In Vitro Films, Canal Sur y TV3 sobre la emigración andaluza a Cataluña en los setenta. Es la secuela de La Mari.

## Datos
En ella actúan Ana Fernández (protagonista, "La Mari") y está dirigida por Ricard Figueras.